# 德羅寧汽車公司

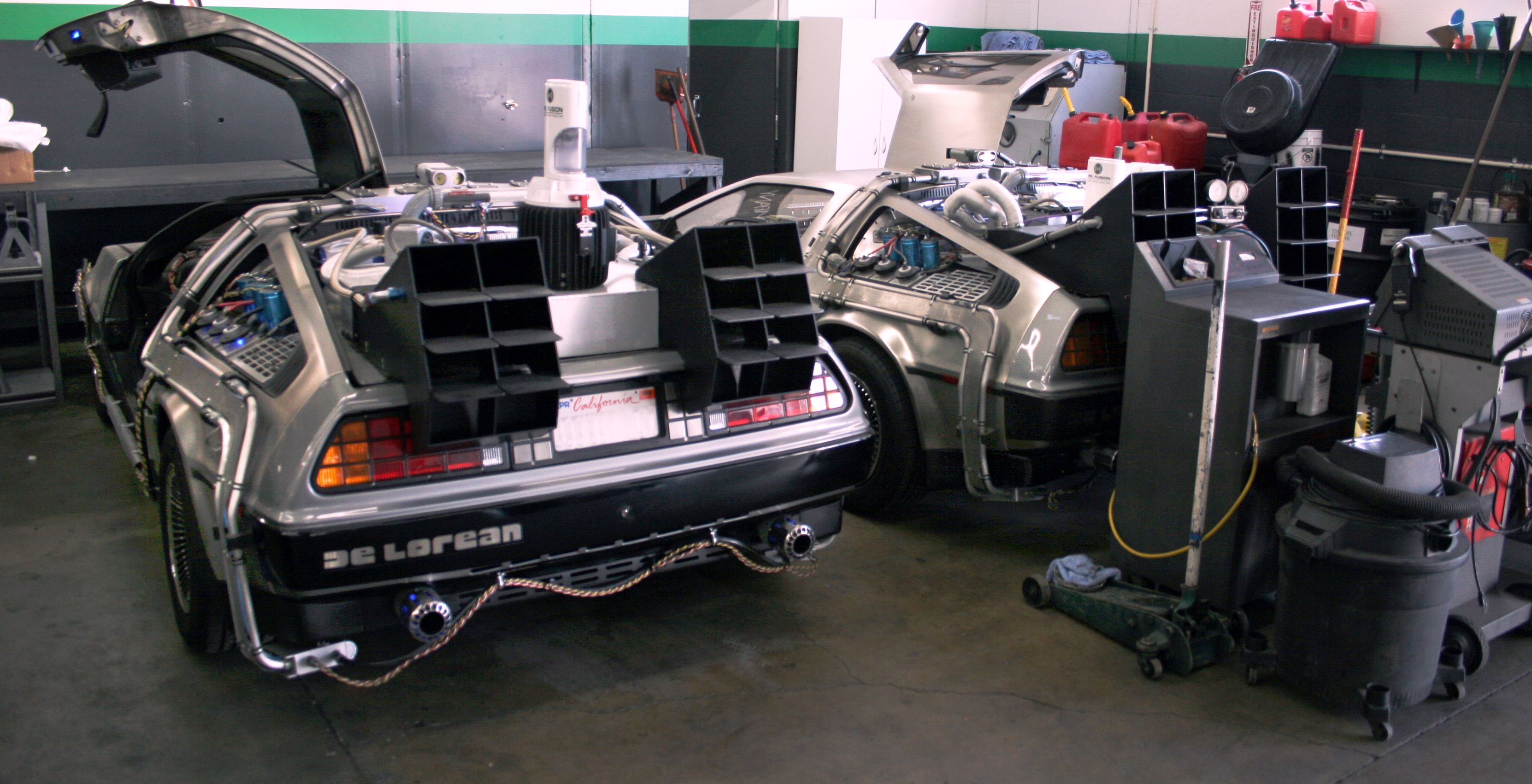
回到未來系列電影中的時間旅行機器

德羅寧汽車公司（DeLorean Motor Company）是一家本來已經因破產結業的美國汽車製造廠，由汽車業高級主管約翰·德羅寧（John DeLorean）於1975年創立。它以生產與眾不同具有鷗翼車門和不銹鋼車體的DMC-12跑車而聞名於世。汽車公司本身短暫而動盪的歷史也引人注目。德羅寧汽車公司於1982年破產。在公司臨近破產邊緣之際，幾近絕望的約翰·德羅寧極力籌集公司生存需要的資金，曾經落入聯邦調查局臥底的陷阱，被控參與運毒，但隨後在法庭被無罪釋放。 
德羅寧跑車成名於在世界各地廣受歡迎的《回到未來系列》電影。雖然在第一部電影上市前該公司已結業，但外觀獨特的DMC-12跑車被電影採用為道具。電影中德羅寧跑車被古怪的科學家埃米特·L·布朗博士改裝成時間旅行機器，其形象成為普遍的公眾回憶。
由於公司破產，不再有新車出廠，DMC-12反而成為珍藏品。1995年，利物浦企業家斯蒂芬·懷恩另外於德克薩斯州創立了一個獨立的公司，開始使用“德羅寧汽車公司”的名義，並且不久之後全盤接收了德羅寧跑車剩餘的庫存零件和“DMC”標誌的商標權 。新的德羅寧汽車公司（德州DMC）位於休士頓附近，雖然使用同一個公司名與商標，但與原來的德羅寧汽車公司沒有任何直接關係，且長期和約翰·德羅倫的遺孀有官司上的糾紛。德州DMC仍為舊德羅寧DMC-12汽車客戶提供保養服務，公司旗下有另外五個加盟特許經銷商，位於佛羅里達州博尼塔泉，伊利諾伊州水晶湖，加利福尼亞州園林市，華盛頓州貝爾維尤，和歐洲荷蘭。

## 歷史
約翰·德羅寧於1975年10月24日在密西根州底特律創辦了德羅寧汽車公司。他當時已經在汽車行業是眾所周知的一個能幹的汽車工程師，汽車生意的創新者，他也是最年輕的通用汽車公司（GM）分部總裁。德羅寧汽車公司投資資本主要是來美國銀行的商業貸款與一些私人投資夥伴。這些投資者包括今夜節目主持人約翰尼·卡森和藝人羅伊·克拉克和小山米·戴維斯。
德羅寧尋求各政府和經濟組織豐厚的獎勵來興建公司的汽車生產廠房。為了獲得這些獎勵，他想將他的第一家工廠建在一個失業率特別高的國家或地區。候選地點之一是愛爾蘭共和國，但是後來該國當時的工商部部長，德斯蒙德·奧馬利，決定不支持該項目。在與波多黎各的協議即將達成時，德羅寧在最後一分鐘卻選擇北愛爾蘭工業發展局提供的優惠。英國政府非常熱衷於在北愛爾蘭創造就業機會，以減少失業而緩和北愛爾蘭天主教與新教間的暴力衝突。同時，顯然德羅寧當時的印象是英國政府也將提供他的公司出口信貸融資。這將在車輛完工交付運輸時提供車輛批發成本（20,000美元）80％的的貸款。

## 生產廠房
1978年10月，經過16個月施工的6幢廠房，共660000平方英尺（61,000平方米）在北愛爾蘭竣工。德羅寧汽車有限公司廠房位於貝爾法斯特的郊區。該設施坐落在以信奉天主教為主的Dunmurry和信奉新教為主的Twinbrook之間
（坐標：54°32′46″N 6°1′3″W / 54.54611°N 6.01750°W）。該設施的各個側面均有獨自的入口，但這是由於它的地理位置上的便利，而不是出於宗教隔離的原因。
原計劃於1979年開始生產，但工程延誤和預算超支的問題，讓裝配生產線一直至1981年初才開始生產。工廠工人普遍缺乏經驗，許多甚至在加入德羅寧汽車公司前從未就業過，這些因素導致早期生產的車輛有品質上的瑕疵。德羅寧汽車公司隨後於不同的交貨地點成立了品質保證中心（QAC）。品質保證中心分別設立在加利福尼亞州，新澤西州和密西根州，主要在新車交付給經銷商之前補救一些品質問題。這些問題涉及到車身板金的接和，高輸出發電機和鷗翼車門的調整。
雖然對作工質量的投訴仍偶爾出現，但一般來說德羅寧汽車公司工廠在後期生產努力改善品質與品質保證中心的補救雙重努力算是成功的。1981年DMC-12提供12個月，12,000英里（19,000公里）的保修。到1982年，組件的改進和經驗較豐富的勞動力使得公司生產的汽車的品質大幅的提高。後來由於許多經銷商無法報銷保修的費用，拒絕做保修的工作，經銷商和顧客之間的糾紛就開始出現。

## DMC-12

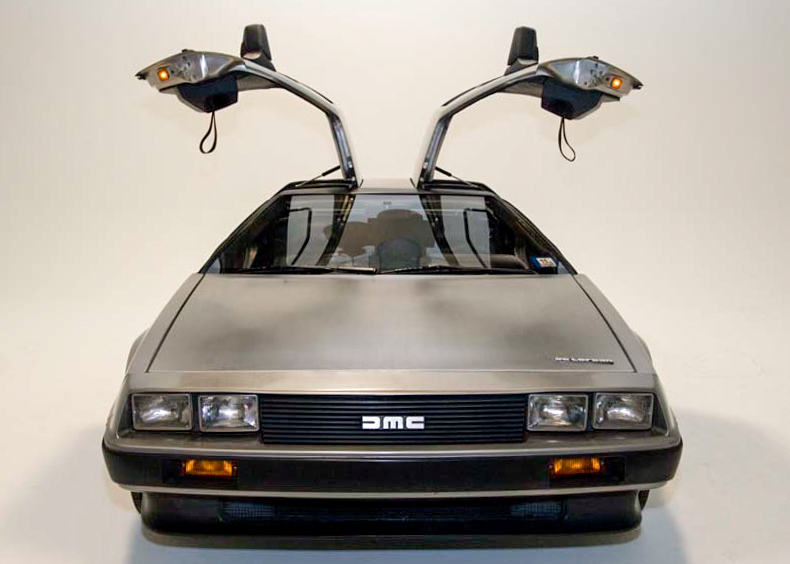
德羅寧DMC-12的鷗翼車門

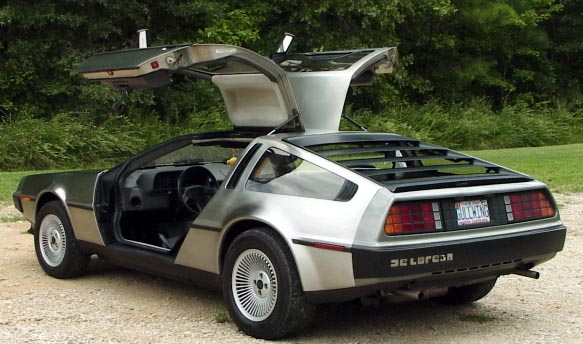
DMC-12

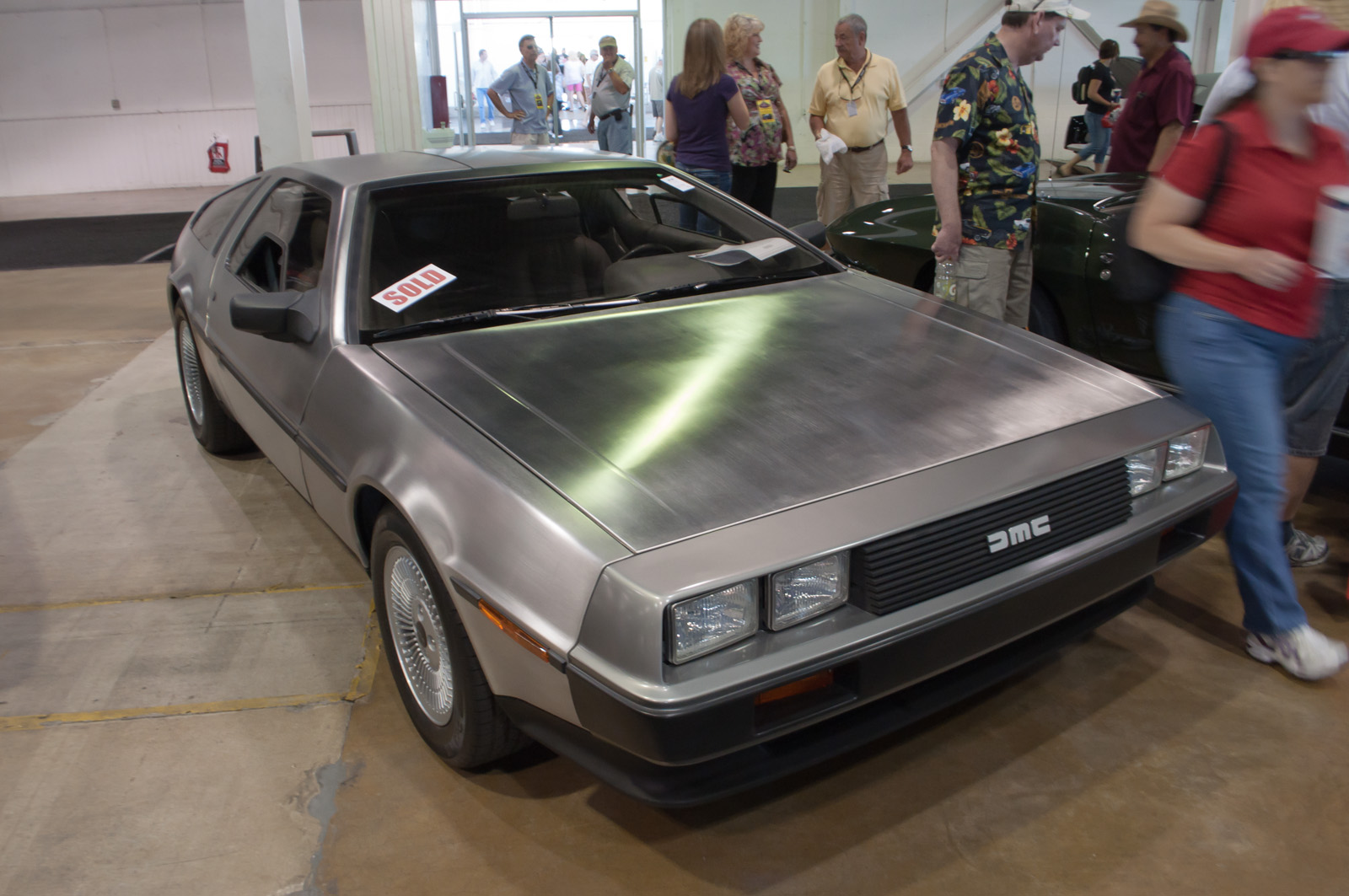
DMC-12

汽車購買大眾和汽車雜誌對DMC-12的評鑑是好壞參半。雖然早期生產的車輛有不少購賣者，但是建議零售價是25000美元（相當於2011年57700美元），超過大多數的消費者的能力，尤其是許多人認為DMC-12是馬力不足、不切實際的玩物。“這不是一輛獲得滿堂采的跑車，”美國《Road and Track》雜誌評論，“0-60英里加速時間為10.5秒。坦率地說，在這個價格範疇，這不是一輛跑的快的跑車。”
不怕鏽蝕的不銹鋼車身是一個吸引人的設計理念，但是實際上，光澤的表面經常印到大量指紋印；不銹鋼車身也不容易上漆，每一輛原廠的DMC-12看上去幾乎完全一樣。一些經銷商為了使他們的汽車看起來更獨特，提供為DMC-12上漆的服務。德羅寧汽車公司曾嘗試使用半透明油漆，以提供車身不同的色彩選擇，同時也讓不銹鋼紋路顯現出來，但這只停留在實驗階段沒有量產。工廠起初只生產自動排檔車，客戶不能選擇手排檔。早期只有標準黑色內裝，直到1981年才開始提供灰色內裝的選擇。加漆或加貼裝飾用的細條紋和裝設行李架在內的一些配件，才使每輛車看來與其他同型車不同。

## 破產
需求不足，成本超支，以及不利的匯率在1981年底開始影響DMC的現金流量。該公司曾預計其盈虧平衡點為 10,000和12,000輛車之間，但銷量只有大約6000輛。為了應對收入不足，德羅寧構想成立新的“德羅寧汽車控股公司”，成為以下各子公司的控股公司：德羅寧汽車有限公司（製造商），美國德羅寧汽車公司（美國的經銷商）和德羅寧研究夥伴公司（研究與發展公司）。在1982年1月，由於美國證券交易委員會的質疑，該公司被迫取消控股公司發行股票，德羅寧曾希望由發行控股公司股票籌募約2700萬美元。
然後約翰·德羅寧遊說英國政府援助，但遭到英國政府拒絕，表示除非他能從其他投資者找到相等的投資，否則免談。隨之而來發生的事英國政府，聯邦調查局，美國緝毒署，德羅寧，公司的投資者，美國法院系統都有不同觀點與意見。在1982年時，約翰·德羅寧成為聯邦調查局臥底線民逮捕毒販行動的目標。他於1982年10月被捕，並被控以陰謀走私價值兩千四百萬美元古柯鹼到美國。控方關鍵的證據是一盤顯示德羅寧和聯邦調查局臥底本篤（Ben）蒂薩和韋斯特討論毒品交易的錄影帶，雖然德羅寧的律師霍華德·韋茨曼成功地在法庭上展示德羅寧被邦調查局臥底線民以合法投資者的身份接近並被強迫參與毒品交易。德羅寧所有的指控都被宣告無罪開釋，但他的名聲卻永遠受損。在他的審判和隨後的無罪釋放以後，德羅寧打趣說，“你要向我買二手車嗎？”
最後，公司沒有足夠的資金存活。DMC在1982年破產了，同時2,500個工作職位和超過一億美元的投資化為烏有。英國政府曾經試圖重振一些可用的生產設施，但都沒有成功，而最後工廠被關閉。德羅寧本人在新澤西州退休。英國工黨政府試圖以工業重建北愛爾蘭教派衝突戰場的夢想宣告破滅。德羅寧聲稱德羅寧汽車有限公司在當時還是可以生存的公司，在銀行擁有數百萬美元的存款和兩年的經銷商訂貨的訂單，是因為政治上的原因被故意關閉。
雖然實際生產數字已難以考證，但是據估計，1981年1月至1982年12月間大約生產了9000輛汽車。一些製造於1982年的汽車，因美國德羅寧汽車公司沒有錢從在北愛爾蘭的工廠“買”汽車，沒有運到美國。綜合國際公司在工廠破產後，買下了剩餘未售出的汽車與庫存未使用的零件，於1983年給予1982年裝配好的車輛15XXX與16XXX車輛識別號碼。

## 現今
直到今日，大量的DMC-12依然還在使用當中。一般估計，生產約9000輛的DMC-12中有6500輛仍在使用，許多由車主、愛好者形成的社團與俱樂部依然十分活躍。當前仍有不少企業為DMC-12提供配件和服務，特別是總部設在德克薩斯州的德州DMC。這家完全由新人組成的新公司收購了原公司的資產，目前擁有DMC品牌和DMC-12汽車的註冊商標和版權，庫存大量當年量產時的剩餘零件，包含美國製造的新零件和原始的供應商生產的新零件。
多年來，市場上有許多改裝零件被用以改善原有的DMC-12汽車的一些缺陷，或提高其性能。一般認為原車馬力不足，有多種已經實施的改善方案，上從完整的換引擎（不管是一個更大的PRV引擎，或完全不同的引擎，如凱迪拉克北極星引擎、單或雙渦輪增壓器組件），下至簡單的改善方案，如改善引擎排氣和其他精微的引擎調整工作。
儘管被清除了所有販毒罪名，德羅寧一直到1990年代仍有許多法律案件纏身，其中大部分是從公司的破產而來。他在1999年9月宣布破產，2000年3月被趕出他的434英畝（1.76平方公里），位於新澤西州的地產。2005年3月19日，德羅寧死於中風併發症，享年80歲。
2007年8月，由於市場的需求，一輛使用剩餘與新造零件組裝的全新的德羅寧DMC-12. 可以用57,500美元購得。同時未經大幅翻修，但狀態良好的DMC-12市值約在25,000美元左右。
2009年12月3日，DMC與The Hundreds品牌合作發布了T恤衫和帽子，上有在洛杉磯文化為基礎的圖形設計的現代化的DMC-12圖像。該合作項目還包括一個特別版黑色塗裝有The Hundreds識別JAGS圖案的DMC-12。2009年12月3日在洛杉磯的The Hundreds旗艦店展出一整天。
2010年11月26日，耐吉公司與DMC合作，發布了限量版德羅寧扣籃球鞋，估計生產一千雙，建議零售價為90美元。
2022年2月14日，DMC公司宣布即將推出純電動的新車款DeLorean EVolved，由當初設計DMC-12的Italdesign公司設計，將於5月31日揭露。